# Falsomoechotypoides excavatipennis
Falsomoechotypoides excavatipennis är en skalbaggsart som beskrevs av Stefan von Breuning 1959. Falsomoechotypoides excavatipennis ingår i släktet Falsomoechotypoides och familjen långhorningar. Inga underarter finns listade i Catalogue of Life.